# Sulake
Sulake Oy (anteriormente Sulake Corporation Oy), ou simplesmente Sulake (em português: fusível), é uma companhia finlandesa de entretenimento, fundada pelos finlandeses Sampo Karjalainen e Aapo Kyrölä em 2000. O foco principal da empresa é desenvolver e distribuir comunidades online em linha multiplayer.
A empresa está sediada em Helsinque, na Finlândia , onde estão também os programadores dos jogos, além de um escritório em Londres, conhecido como Estúdio Habbo, local onde são desenvolvidos desenhos de campanha e marketing, um escritório em Madrid, para questões operacionais e atenção aos usuários e também representações em Los Angeles e São Paulo.

## História
Em 1999, os então estudantes da Universidade de Helsínquia, durante o tempo livre dos estudantes e despretensiosa, desenvolveram o jogo Mobiles Disco, baseado em duas salas de encontro virtual para conversar e entreter-se com os amigos. Nas primeiras semanas do jogo online, cerca de vinte a trinta pessoas acessavam Mobiles Disco para passar um tempo, mas aos poucos começou a atrair mais jovens finlandeses na internet, além de empresas, como a agência de publicidade Taivas e a empresária britânica Dee Edwards, os quais foram primeiros investidores do projeto, que meses mais tarde se tornara o Hotelli Kultakala (do finlandês, Hotel Peixe Dourado), hoje mais conhecido como Habbo Hotel.
Com um novo produto pronto e aberto ao público, a Sulake Corporation Oy foi fundada em 17 de agosto de 2000 na Finlândia. A publicação do jogo foi feita em parceira com o portal finlandês Kolumbus.
No primeiro mês de 2001, a Sulake anunciou a expansão dos seus serviços. No comunicado de imprensa divulgado pela companhia foi dito que o Habbo Hotel seria a versão internacional do Hotelli Kultakala, até então voltado para o público jovem de língua finlandesa que já havia quase 100 mil usuários cadastrados. Essa primeira versão internacional foi lançada para o público das Ilhas Britânicas, em fevereiro de 2001. Na época, a Sulake abriu um escritório em Londres.

No mesmo período que a Sulake lançava o Habbo Hotel, a Elisa Oyj também se tornava acionista da empresa. A Sulake em outra nota de imprensa reafirmou a intensão da companhia em expandir o seu produto para outros países e que sua filial em Londres estaria à frente deste processo. Em setembro de 2001, Timo Soininen foi nomeado como CEO da Sulake. O segundo Habbo Hotel foi lançado no mês seguinte. 

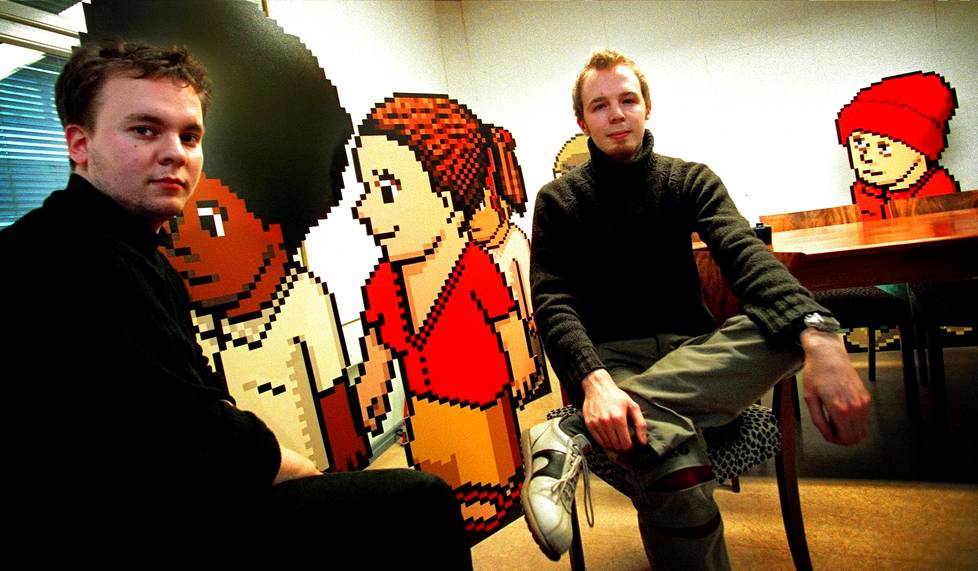
Aapo Kyrölä (esquerda) e Sampo Karjalainen no escritório da Sulake, em Helsíquia

Em poucos menos de 2 anos, a Sulake já havia conquistado prêmios nos Estados Unidos e Finlândia, fez parcerias com diversas empresas para promover ações de publicidade e marketing e mantinha uma base de quase 2 milhões de usuários registrados no mundo.
Desde então, a companhia expandiu o Habbo para 32 países, em 11 diferentes idiomas com usuários ativos de 150 países. Esse processo terminou em 2006, quando o jogo chegou aos países da América Latina incluindo Brasil, além de Portugal e Rússia. Em 2012 foi aberta uma versão do Habbo para a Turquia.
Em paralelo ao Habbo, a empresa desenvolveu também as comunidades virtuais Bobba Bar e Mini Friday, porém muito inferiores em termos de usuários ativos quando comparados ao Habbo.
Em fevereiro de 2013 a companhia de telecomunicações finlandesa Elisa adquiriu 85% da Sulake, adquirindo os outros 15% alguns meses depois e se tornando a proprietária da empresa com 100% das ações.

Foi vendida para a Azerion em 17 de maio de 2018.

## Produtos

### Em operação
- Habbo Hotel - É o principal e mais lucrativo produto da empresa, e graças a ele a empresa aumentou o tamanho físico e dobra a sua receita a cada ano. Atualmente está disponível para dispositivos iOS, Android e navegadores.
- Hotel Hideaway - Similar ao Habbo, também é ambientado em um Hotel, mas possui gráficos diferentes e voltado para um público mais velho, permitido apenas a partir dos 17 anos de idade. Está disponível apenas para disponíveis móveis plataformas iOS e Android. Apesar de lançado em 2014, o jogo foi tratado como segredo pela Sulake como um produto seu e foi anunciado oficialmente somente em 5 de abril de 2018.
- Habbo Clicker - Jogo inspirado e ambientado no universo Habbo, mas sem qualquer ligação a este. Lançado em fevereiro de 2019, está disponível para navegadores e dispostivos móveis (iOS e Android). Pode ser encontrado no catálogo de diversos sites de jogos online.

### Descontinuados
- Coke Music - A primeira encarnação do bate-papo no ambiente Coke Music (agora MyCoke), foi projetado e executado pela Sulake. A versão mais recente (v2.x) do jogo foi programada exclusivamente por operadores do MyCoke.

- Virtual Magic Kingdom - Foi criado pela Sulake, embora todo o conceito artístico e gráfico foi de autoria da própria Disney.

- Mini Friday - Pequeno jogo desenvolvido para ser executado em celulares, uma versão de Habbo Hotel portátil que durou pouco tempo.
- IRC-Galleria - É a maior comunidade virtual da Finlândia. Foi adquirida pela Sulake em 2007, nesta época já tinha 470 mil membros e um acervo de imagens de 6 milhões. Em março de 2012 foi vendida para a Somia Reality Oy.

- Lost Monkey - Aplicativo móvel para dispositivos iOS e Android, lançado em setembro de 2011. Foi um jogo em que consistia em vários desafios que, quando concluídos, o jogador subia de nível e ainda ganhava brindes no Habbo, público para o qual o jogos era voltado. Foi descontinuado em junho de 2014. [6]
- Niko - Lançado em janeiro de 2012, desenvolvido em uma co-produção com a companhia sueca Fabrication Games. Também como o Lost Monkey, o jogo consiste em vários desafios, o qual os personagens do jogo são várias diferentes criaturas e o jogador deve concluir as missões para passar de fase e ganhar prêmios no Habbo. Também descontinuado em junho de 2014. [7]